# Antirhea bifida
Antirhea bifida là một loài thực vật có hoa trong họ Thiến thảo. Loài này được (Lam.) I.M.Johnst. mô tả khoa học đầu tiên năm 1935.